# Ion Iliescu
Ion Iliescu (n. 3 martie 1930, Oltenița, Ilfov, România – d. 5 august 2025, București, România) a fost un politician român, care a condus statul român în trei rânduri, ca președinte al CFSN între 22 decembrie 1989–1992, apoi ca președinte ales al României între anii 1992–1996 și 2000–2004. Între 1996–2000 și 2004–2008 a fost senator din partea PSD. A fost președinte de onoare al PSD.

## Tinerețe și educație
Alexandru Iliescu, tatăl lui Ion Iliescu, s-a născut în Oltenița, și a fost un comunist ilegalist. În decembrie 1931 a plecat clandestin în URSS, unde a participat la lucrările Congresului al V-lea al Partidului Comunist Român, ținut la Gorikovo (lângă Moscova). A mai rămas în Uniunea Sovietică încă patru ani. La întoarcerea în țară a fost condamnat la închisoare.
La vârsta de un an Ion Iliescu a fost abandonat de mama lui naturală, Maria Dumitru Toma (de origine bulgară), care nu s-a interesat niciodată de soarta lui.
La scurt timp Alexandru Vasile Iliescu s-a căsătorit cu Maria P. Iliescu, care l-a crescut pe Ion Iliescu. Conform ziarului Evenimentul zilei, mama sa naturală, Maria Toma, era fata unor rromi din Bulgaria, iar mama sa vitregă, Maria, era tot de etnie rromă, fiind soră cu mama lui Florin Cioabă.
Conform propriilor declarații ale lui Ion Iliescu, bunicul său, Vasili Ivanovici, a fost un evreu din Imperiul rus care, din cauza convingerilor sale socialiste, a fost nevoit să se refugieze în Regatul României. A intrat în Uniunea Tineretului Comunist în 1944 și în Partidul Comunist Român în 1953 unde a avansat în carieră devenind secretar al Comitetului Central al Uniunii Tineretului Comunist din 1956 și membru al Comitetului Central al PCR.

## Cariera politică timpurie (1944–1989)

### Intrarea în politică

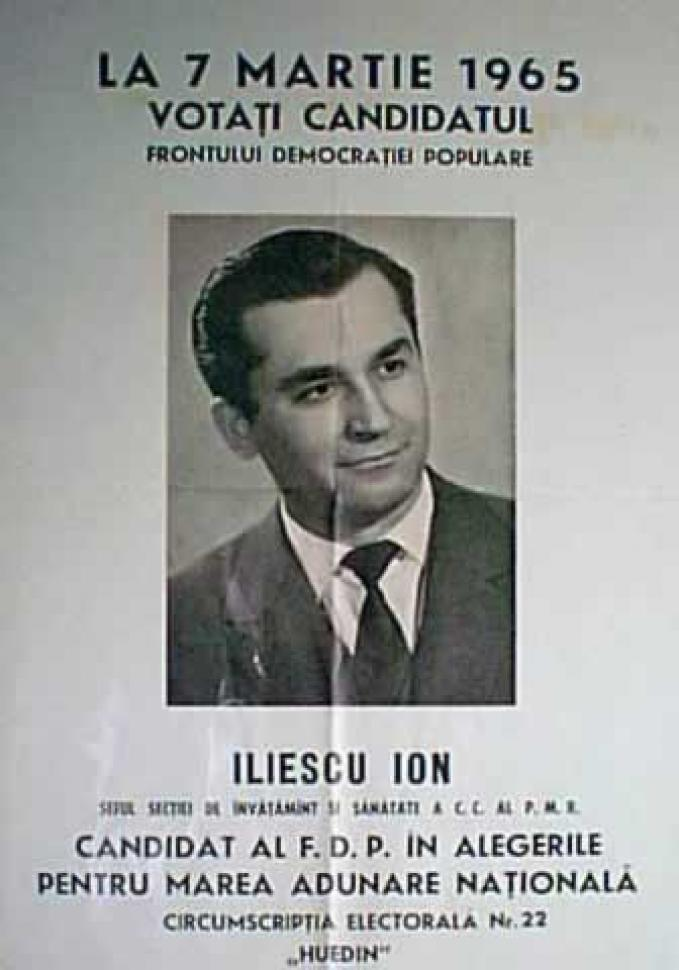
Afiș de campanie, 1965

Ion Iliescu a absolvit Liceul Spiru Haret din București în anul 1949, după care studiat mecanica fluidelor la Institutul Politehnic București, iar apoi la Institutul Energetic al Universității din Moscova. În timpul șederii sale la Moscova a fost secretar al „Asociației studenților români”. Se credea că îl cunoștea pe Mihail Gorbaciov, cu toate că atât Iliescu cât și Gorbaciov au negat în repetate rânduri acest lucru. Cu toate acestea, în 1990, în revista Paris Match s-a speculat că Nicolae Ceaușescu credea că ar fi existat o conexiune între cei doi, deoarece în timpul vizitei lui Gorbaciov în România din iulie 1989, Iliescu a fost trimis în afara Bucureștiului pentru a preveni orice contact între cei doi. Iliescu a fost căsătorit din 1951, dar nu au avut niciun copil pentru că soția sa a avut 3 pierderi de sarcină.

Ion Iliescu vorbea limbile română, engleză și rusă.
La 19 august 1956 a fost ales președinte al Comitetului de organizare a Asociațiilor Studențești, apoi al Consiliului (martie 1957). Ulterior a devenit șef de secție la CC al PCR (1965), prim-secretar al CC al UTC.
La un moment dat a ocupat funcția de șef al Departamentului de propagandă al Comitetului Central al PCR. A servit mai târziu ca ministru pentru problemele legate de tineret între 1967 și 1971.
Cu toate acestea, în 1971, Ceaușescu, care se simțea amenințat de Iliescu (văzut de mulți ca moștenitorul lui Ceaușescu), l-a marginalizat pe acesta și l-a îndepărtat din funcțiile politice majore, fiindu-i atribuită funcția de vice-președinte al Consiliului Județean Timiș între 1971 și 1974, apoi cea de președinte al Consiliului Județean Iași (1974-1979). În 1979 a fost numit Președinte al Consiliului Național al Apelor, înlocuindu-l pe Florin Iorgulescu. Iliescu a fost eliberat din funcția de membru al CC al PCR la 22 noiembrie 1984 și eliberat din funcția de Președinte al Consiliului Național al Apelor, fiind numit director al Editurii Tehnice, funcție pe care a ocupat-o până în decembrie 1989.

### Revoluția din 1989

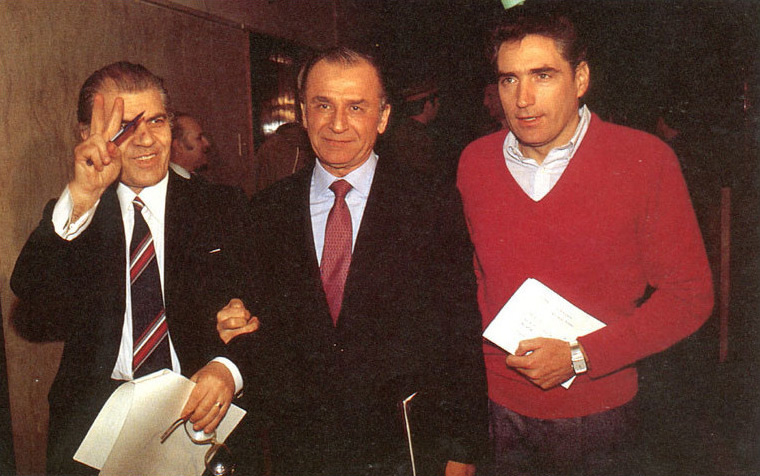
Iliescu (centru) cu membrii FSN Dumitru Mazilu (stânga) și Petre Roman (dreapta) pe 23 decembrie 1989, la o zi după formarea FSN

În timpul revoluției din decembrie 1989, Iliescu și o parte a disidenților politici au constituit Frontul Salvării Naționale, care a preluat puterea cu sprijinul forțelor armate conduse de Gen. Stănculescu. Iliescu a fost recunoscut ca lider al FSN și, prin urmare, al autorității provizorii a statului până la alegerile din 1992. Calitatea de lider provizoriu a statului a fost recunoscută și de Consiliul Frontului Salvării Naționale care s-a constituit ulterior din membrii FSN și a partidelor noi create.
Un document descoperit în arhiva Ministerului de Afaceri Externe polonez confirmă că, la 23 decembrie 1989, Iliescu și Silviu Brucan au rugat Moscova, prin intermediul ambasadei, să trimită un ajutor militar „pentru că singuri nu se pot descurca”, potrivit formulării din document. Răspunsul URSS a fost că „sunt gata să trimită orice fel de ajutor cu excepția intervenției trupelor”, se precizează în document. Solicitarea de către Iliescu a intervenției militare rusești a fost confirmată de mărturiile unor personaje-cheie ale Revoluției române. A fost vorba de cele ale lui Dumitru Mazilu, fost prim-vicepreședinte al Consiliului FSN, ale generalului Ion Hortopan, fost comandant al Infanteriei și Tancurilor (decedat în 2000), ale viceamiralului (în rezervă) Ștefan Dinu, care în decembrie 1989 era șef al Direcției de Informații a Armatei (DIA) și ale lui Ștefan Gușă Șef al Marelui Stat Major General în decembrie 1989, care s-a opus fățiș și vehement acestei inițiative. Conform declarațiilor lui Hortopan în fața Comisiei Senatoriale pentru Cercetarea Evenimentelor din decembrie 1989, acesta a fost de față când Iliescu a dat acel telefon.
Iliescu a propus o democrație originală cu alegeri la care puteau participa mai multe partide. Iliescu a susținut mai degrabă adoptarea la scară larga a reformelor în stil Perestroika decât eliminarea completă a instituțiilor existente. A avut o legătură puternică cu puterea de la Moscova care a fost dovedită de primirea călduroasă a noului regim de către conducerea URSS, precum și faptul că primul acord internațional post-revoluționar a fost semnat cu URSS.
Iată ce declara Iliescu în decembrie 1989, vorbind despre soții Ceaușescu: „s-au autointitulat comuniști, nu au nimic de-a face nici cu socialismul, nici cu ideologia comunismului științific. Au întinat numai numele Partidului Comunist Român, au întinat numai memoria celor care și-au dat viața pentru cauza socialismului în această țară.”.
Aceste idei au fost susținute și de alți membri ai FSN, cum ar fi Silviu Brucan, care a susținut, la începutul anului 1990, că revoluția a fost împotriva lui Ceaușescu nu împotriva comunismului. Iliescu a evocat mai târziu posibilitatea de a încerca modelul de socialism „suedez”.
Mulți români cred că Revoluția Română a fost, de fapt, o revoltă populară asimilată de o lovitură de stat militară întreprinsă de Gen. Stănculescu care a predat puterea lui Ion Iliescu.

### După Revoluția din 1989
După revoluție Iliescu a fost membru fondator al Frontului Salvării Naționale (FSN), urmând transformările sale în FDSN (Frontul Democrat al Salvării Naționale), apoi în Partidul Democrației Sociale din România (PDSR) și în final în Partidul Social Democrat (PSD).
Consiliul Frontului Salvării Naționale s-a prezentat poporului ca organizator al primelor alegeri libere, după care urma să se autodizolve. O dată cu dizolvarea acestuia, mare parte din membrii au format FSN, care a candidat în primele alegeri și le-a câștigat cu 70% din voturi.
Ca membru fondator, Iliescu a rămas în FSN, organizația trecând prin câteva scindări politice care au dus la formarea FDSN-ului (aripa Iliescu) ulterior schimbându-și denumirea prin diferite fuziuni în Partidul Democrației Sociale din România (PDSR), apoi Partidul Social Democrat (PSD).
Sub presiunea evenimentelor care au condus la mineriade, atitudinea lui politică a virat cu timpul de la un susținător al Perestroikăi, la social-democrație, aliniindu-se spectrului politic occidental de stânga. România, și în special aripa naționalistă, a fost dur criticată pentru faptul că, în comparație cu celelalte state din blocul comunist, a avut tendința de a reține elementele de bază comuniste diferit (uneori exprimate cu trăsături scandaloase — unul dintre sloganele susținătorilor lui Iliescu de la începutul anului 1990 a fost „Nu ne vindem Țara!”).
Conform lui Florin Poenaru, „formațiunea prezidată de Ion Iliescu a fost încă de la început partidul capitaliștilor locali și nu al proletariatului industrial” (p. 36).

## Prima președinție (1990–1996)

### Interimatul
La sfârșitul anului 1989, Frontul Salvării Naționale a preluat puterea și a constituit un guvern provizoriu, în frunte cu Petre Roman, și l-a numit pe Ion Iliescu președinte-interimar al României, ei urmând să preia autoritatea executivă până la următoarele alegeri.
În ianuarie 1990, FSN, inițial, la nivel declarativ, organizat ca organism provizoriu al exercitării puterii, a hotărât să se transforme în partid politic. Întrucât acesta era format în principal din al doilea eșalon al fostului PCR, au izbucnit proteste anti-FSN, aprobate de partidele politice de opoziție Partidul Național Liberal (PNL), Partidul Național Țărănesc Creștin Democrat (PNȚCD) și Partidul Social-Democrat Român (PSDR). În replică, Iliescu a lansat o chemare către „clasele muncitoare” să sprijine FSN împotriva „forțelor fasciste, care încearcă să destabilizeze țara”. Acest îndemn a dus la declanșarea Primei Mineriade, atunci când minerii din Valea Jiului, conduși de Miron Cozma, au sosit în București și au reprimat demonstrațiile opoziției democratice.
Cu toate acestea, liderii FSN au acceptat să împartă puterea cu partidele de opoziție până la alegeri. Astfel, la 13 februarie 1990, Iliescu a fost ales Președinte al Consiliului Provizoriu de Uniune Națională, un organism creat pentru a prelua puterile prezidențiale în stat și în care au fost incluși reprezentanți ai tuturor partidelor politice apărute după Revoluție (dar în care FSN rămânea însă majoritar), preluând de facto interimatul la Președinția României.
În această perioadă, noile autorități s-au confruntat cu tensiunile interetnice din Târgu Mureș. Iliescu și FSN-ul au abordat conflictul într-o manieră populistă. Ion Iliescu a fost membru fondator al Uniunii Vatra Românească.

### Mandat real (1990–1996)
La alegerile prezidențiale din 20 mai 1990, primele alegeri de după înlăturarea de la putere a PCR, și singurele de până acum cu un singur tur de scrutin, a fost ales președinte al României, pe durata unui mandat de 2 ani. După instalarea în funcție și victoria FSN în alegerile legislative, l-a numit prim-ministru pe Petre Roman, la început considerat un acolit politic al noului președinte. În urma unor conflicte între grupările formate în interiorul partidului, autoritățile au făcut apel la mineri pentru a veni în București să intimideze protestatarii anti-comuniști și să protesteze împotriva guvernului. Aceste evenimente au degenerat în ceea ce s-a numit Mineriada din septembrie 1991. În urma acesteia, Roman a demisionat din funcția de prim ministru.
În 1991, a fost formulată și adoptată prin referendum noua Constituție. În 1992, în urma primelor alegeri prezidențiale desfășurate în prevederile constituționale, Ion Iliescu a câștigat alegerile cu 61% din voturile exprimate în al doilea tur. Potrivit unor analiști politici români, cum ar fi Daniel Barbu sau Dan Pavel, alegerea sa s-a bazat aproape exclusiv pe voturile populației din zona rurală, a muncitorilor din clasa de jos care au fost manipulați și dezorientați de mass-media controlată de stat (Televiziunea Română a fost singurul post TV până în 1993).
În timpul primului mandat constituțional al lui Iliescu, România s-a stabilizat și democratizat parțial, trecând, lent, de la economia dirijată spre o economie de piață; a reluat relațiile externe cu țările din Uniunea Europeană și NATO, și s-au introdus reforme sociale și economice incipiente care au demarat o îndelungată perioada de tranziție a țării spre democrație. Iliescu a beneficiat de sprijinul guvernului, dominat de Partidul Democrației Sociale din România (PDSR), aflat într-o coaliție cu câteva grupări neo-comuniste și naționaliste (PRM, PUNR, PSM — denumite de presa de opoziție „Patrulaterul Roșu” pentru rezistența opusă oricăror reforme profunde. Coaliția a mai fost denumită și Pentagonala roșie atunci când era inclus și PDAR-ul lui Victor Surdu). În 1996, a candidat pentru un nou mandat, din partea PDSR. În turul 1 s-a clasat pe primul loc, cu 47,34% din opțiunile de vot, fiind depășit în turul 2 de Emil Constantinescu, candidatul CDR, cu 8,82% de voturi diferență.

## Perioada de opoziție (1996–2000)
La alegerile parlamentare din 1996, Iliescu a obținut un mandat de senator în circumscripția electorală București și a condus grupul parlamentar al PDSR din Senat în perioada 1996–2000. Ales președinte al PDSR în urma Conferinței Naționale din 1997, a adoptă modelul european al social-democrației și a cerut aderarea formațiunii sale la Internaționala Socialistă. În 1999, PDSR a semnat o alianță cu Partidul Social-Democrat Român (PSDR) și cu Partidul Umanist Român (PUR), care a dus la crearea Polului Social Democrației din România.
La 29 iunie 1999, guvernul a adoptat un proiect pentru Legea privind acordarea unor drepturi persoanelor care au avut calitatea de șef de stat: foștii președinți ai României urmau să primească pe toată durata vieții o indemnizație lunară echivalentă cu cea a președintelui în funcție, o mașină gratuită, o locuință de protocol gratuită, pază și protecție permanente. Iliescu a folosit ocazia pentru a-l ataca pe fostul suveran, Mihai al României, care ar fi beneficiat de asemenea de drepturile izvorâte din această lege: a anunțat că refuză aceste avantaje, că prioritățile guvernului ar trebui să fie altele și că scopul acestui proiect a fost să acorde avantaje regelui Mihai.

## A doua președinție (2000–2004)

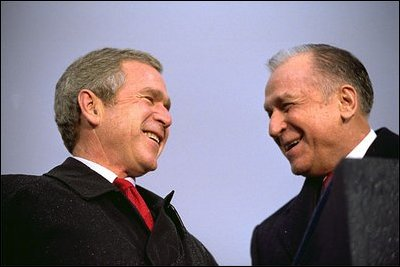
Ion Iliescu cu George W. Bush în 2002

În alegerile din 2000 a candidat din nou și a câștigat în turul al doilea în fața ultra-naționalistului Corneliu Vadim Tudor. Și-a început al doilea mandat constituțional și al treilea de facto la 20 decembrie 2000 și l-a încheiat la 20 decembrie 2004 când Traian Băsescu a devenit președinte. A câștigat alegerile din 2000 în urma nemulțumirilor populației față de reformele economice dure din precedenții patru ani duse de guvernarea de centru precum și de instabilitatea politică și de luptele interne din coaliția de guvernare. Populația urbană având de ales între Vadim Tudor și Iliescu a preferat să se abțină sau să voteze cu Iliescu.

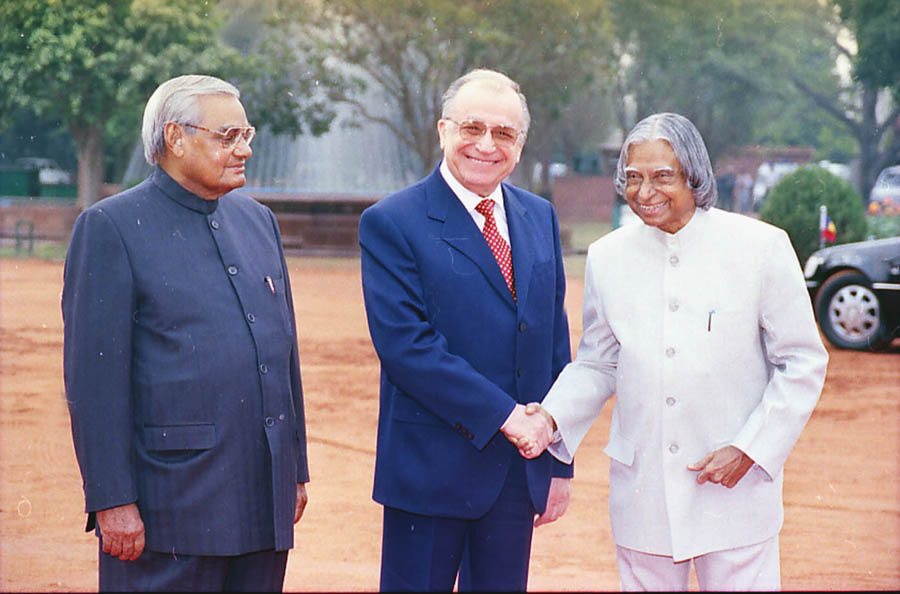
Ion Iliescu cu președintele indian A.P.J. Abdul Kalam și prim-ministrul indian Shri Atal Bihari Vajpayee, 31 ianuarie 2004

Guvernul Năstase, venit la putere în acest mandat al lui Iliescu, a continuat o parte din șirul reformelor începute de guvernele anterioare între 1996 și 2000. În timpul celui de-al doilea mandat al lui Ion Iliescu, România a aderat la NATO și a finalizat negocierile pentru aderarea la Uniunea Europeană. Una dintre acțiunile instituției prezidențiale în timpul celui de al doilea mandat al lui Ion Iliescu a fost înființarea „Comisiei Internaționale pentru Studierea Holocaustului în România”, în urma unor incidente diplomatice cauzate de negaționismul Holocaustului practicat de figuri importante din conducerea țării. Comisia, condusă de laureatul Premiului Nobel pentru Pace Elie Wiesel a întocmit un raport privind Holocaustul în România, raport asumat și declarat „document de stat” de către Ion Iliescu.

## Post-președinție (2004–2025)
La alegerile parlamentare din 2004, a obținut un nou mandat de senator în circumscripția electorală București și revine în fruntea grupului parlamentar al PSD.

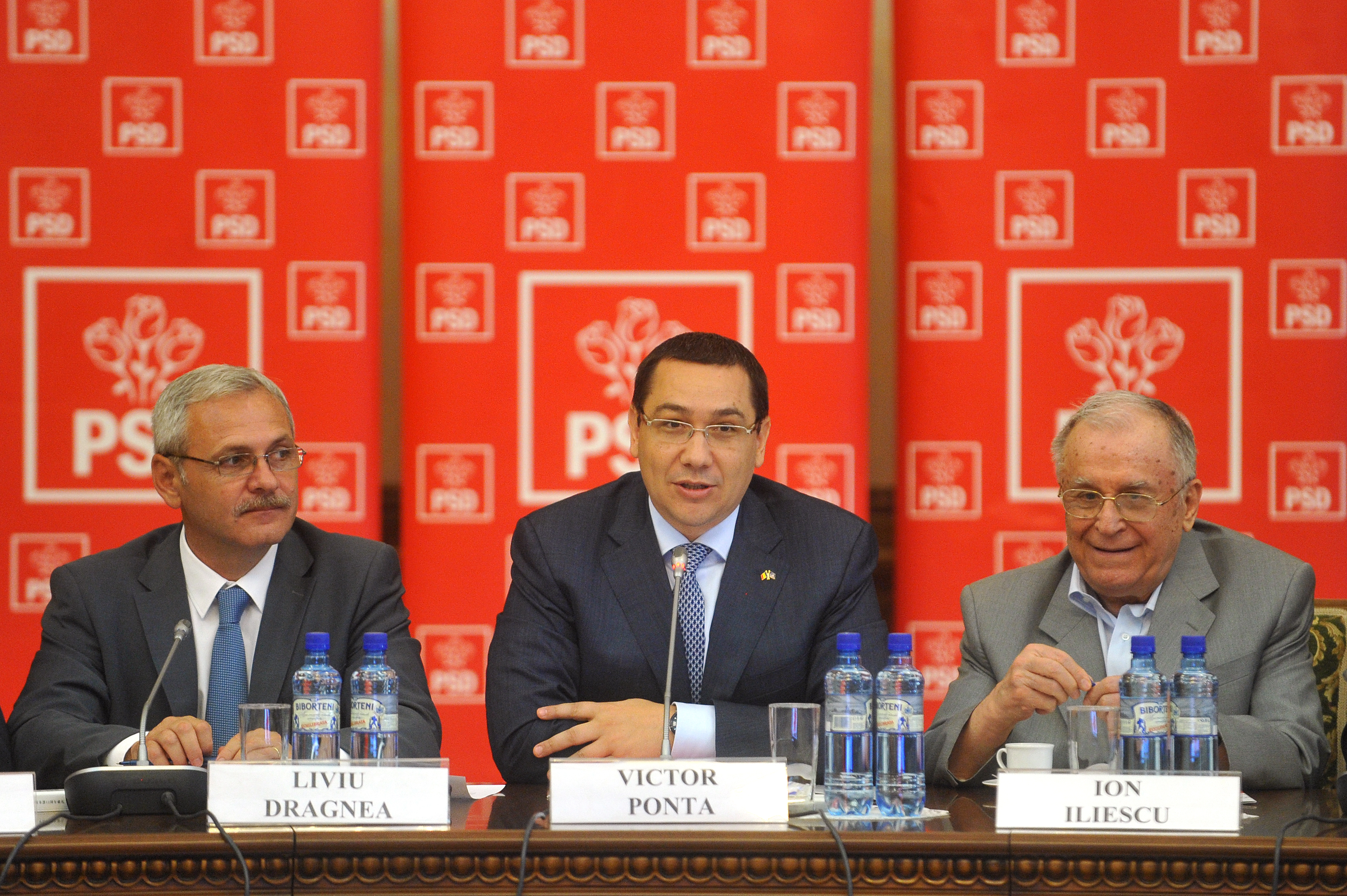
Liviu Dragnea, Victor Ponta și Ion Iliescu la reuniunea BPN în 2013

La alegerile interne din PSD din 21 aprilie 2005, Iliescu a pierdut în fața lui Mircea Geoană, dar a fost ales președinte de onoare al partidului în 2006, o poziție fără autoritate executivă în cadrul formațiunii, creată special pentru el.
Conform emisiunii TVR „Mari români” din anul 2006, lansată sub forma unei campanii de identificare a celor mai mari români din toate timpurile, din 100 de „Mari români” aleși de participanți, Ion Iliescu a ieșit pe locul 71.
În 2009 a apărut într-o scenă a filmului Medalia de onoare.
Pe 1 aprilie 2019 a fost internat la Institutul de Urgență pentru Boli Cardiovasculare Prof. Dr. C.C. Iliescu din București.
Iliescu l-a felicitat pe Nicușor Dan în urma victoriei sale împotriva lui George Simion în turul al doilea al alegerilor prezidențiale din România din 2025.

### Trimiterea în judecată în dosarul Mineriadei
În iunie 2009 Ion Iliescu a fost scos de sub urmărire penală în dosarul „Mineriada 13-15 iunie 1990”, în care era acuzat de genocid, complicitate la tortură, propagandă pentru război, tratamente neomenoase, distrugere, favorizarea infractorului și complicitate la rele tratamente. În octombrie 2015 presa a anunțat că a fost pus sub urmărire penală în același dosar, pentru infracțiuni contra umanității.
Pe 13 iunie 2017 a fost trimis în judecată alături de Petre Roman, Gelu Voican Voiculescu, Virgil Măgureanu, Miron Cozma și alții, pentru infracțiuni contra umanității. Procesul a fost suspendat pe durata stării de urgență declarate ca urmare a pandemiei COVID-19. Pe 10 decembrie 2020 instanța a decis retrimiterea dosarului la Parchet, pentru refacerea rechizitoriului.

### Trimiterea în judecată în dosarul Revoluției
Pe 9 aprilie 2019 a fost trimis în judecată alături de Gelu Voican Voiculescu și Iosif Rus pentru crime împotriva umanității, în Dosarul Revoluției. Pe 24 februarie 2023 Înalta Curte de Casație și Justiție și-a declinat competența de judecare a cauzei în favoarea Curții de Apel București. Curtea de Apel București a constatat pe 25 octombrie 2023 legalitatea sesizării instanței precum și legalitatea administrării probelor și a efectuării actelor de urmărire penală. Pe 14 iunie 2024 Înalta Curte de Casație și Justiție a admis contestațiile formulate de inculpați.

### Venituri
În 2008 Ion Iliescu avea următoarele venituri trecute în declarația de avere:
- circa 54.000 lei indemnizație de senator
- circa 55.000 lei indemnizație de fost președinte
- 33.000 lei pensie
- 8.400 lei de la Academia de Științe Agricole și Silvice
- un apartament în Capitală, de 156 mp, cumpărat în 1996.

În declarația de avere din 2007 mai figurau 16 tablouri de pictori români și mici obiecte de artă, achiziționate înainte și după 1989 și un autoturism Volkswagen din 2004, dar acestea nu mai apar în declarația de avere din 2008. Soția lui Iliescu, Nina, avea în 2018 o pensie anuală de 2100 lei.

### Starea sănătății
„Unii dintre dumneavoastră nu erați născuți când eu deveneam primul Președinte al unei țări democrate, numite România [...] M-aș bucura ca atunci când votați să vă gândiți la lumea pe care nu ați trăit-o, atunci când munciți, să vă bucurați că o faceți uman și din libertate, atunci când vedeți ura oamenilor împotriva oamenilor, să nu cunoașteți vreodată durerea de la Canal, din gulag și din lagăr, dar de care trebuie să vă amintiți ca să aveți o miză în păstrarea democrației [..] Chiar dacă nu ne cunoaștem biografiile, viețile și traumele, știm doar că trăim împreună pe un pământ care înseamnă ceva mai mult decât locul în care s-a întâmplat să ne naștem toți. Înseamnă un contract social care ne obligă la coerență și la libertate. Am nădejdea că nu veți lăsa democrația să fie falsificată; că 1989 va fi, pentru voi toți, ceva mai mult decât un eveniment hulit al manualelor de istorie, dar care totuși a făcut posibil dispariția dictaturii lui Ceaușescu și sfârșitul comunismului în România [...] Sper că politica României va fi întemeiată mai puțin pe judecăți de gust și mai mult pe judecăți de rațiune, că judecățile de credință se vor face în numele lui Dumnezeu, în biserici, cu deplină toleranță a oamenilor față de oameni, iar acțiunile politice se vor face în sfera publică, în numele demnității umane, cu deplină luciditate. Vă doresc o lume fără resentiment, maturitatea să nu vă urâți pentru votul și opțiunile voastre, bucuria de a fi împreună cu cât mai puține sacrificii, mulțumirea că nu suntem doar o țară de la Est, ci o societate euro-atlantică, așa cum merităm și meritați. Sper și cred că toate acestea sunt posibile, pentru că știu Președintele cărei țări am fost, pe care am slujit-o cu demnitate.”—Ultimul mesaj al lui Ion Iliescu, transmis cu puțin timp înainte de decesul acestuia.
Pe 11 iunie 2025, Iliescu a fost internat în Unitatea de Terapie Intensivă a Spitalului Clinic de Urgență Prof. Dr. Agrippa Ionescu din București, din cauza unor probleme respiratorii. Pe 15 iunie, starea sa a fost raportată ca fiind stabilă, fiind diagnosticat cu cancer pulmonar și supus unei proceduri endobronșice sub anestezie generală în ziua următoare. Până la 18 iunie, starea lui Iliescu s-a înrăutățit, iar în aceeași zi a fost din nou supus unei intervenții endobronșice pentru menținerea permeabilității căilor aeriene superioare. Pe 19 iunie, starea sa a fost raportată ca în ușoară ameliorare.

### Decesul
Ion Iliescu a decedat pe 5 august 2025, la 95 de ani. În aceeași zi Guvernul României a decis decretarea unei zile de doliu național. Reacțiile partidelor politice parlamentare au variat: PSD a transmis, după decesul său, un mesaj în care a enumerat meritele fostului președinte, PNL a emis un scurt mesaj de condoleanțe, pe când Uniunea Salvați România s-a opus declarării unei zile de doliu național, iar miniștrii USR nu vor participa la înmormântarea acestuia., iar Alianța pentru Unirea Românilor a subliniat moștenirea negativă a președenției lui Ion Iliescu.
Mai mulți politicieni, precum Sorin Grindeanu, Ilie Bolojan, Traian Băsescu, Emil Constantinescu, Nicușor Dan, Victor Ponta sau Adrian Năstase și-au exprimat condoleanțele.
Ceremonia de înmormântare a avut loc pe 7 august 2025, în cadrul unei slujbe religioase oficiate la biserica Palatului Cotroceni, începând cu ora 10:30. Ulterior, cortegiul funerar s-a deplasat la Cimitirul Militar Ghencea III, unde a avut loc înhumarea într-un cadru restrâns, în prezența familiei și a apropiaților.

## Viață personală
Ion Iliescu a fost căsătorit cu Nina (n. Șerbănescu), inginer chimist, și ea absolventă a Universității din Moscova. Cuplul Iliescu nu a avut copii, Nina având 3 sarcini pierdute.

## Controverse

### Grațieri
Prin Decretul-Lege nr. 3 din 4 ianuarie 1990, când încă nu fusese ales președinte, Ion Iliescu a amnistiat toate infracțiunile săvârșite care se încadrau la mai puțin de 3 ani pedeapsă. Astfel au scăpat de pușcărie toți cei care au bătut revoluționarii arestați.
Ion Iliescu a grațiat și pe membrii C.P.Ex. al C.C. al P.C.R. care fuseseră condamnați pentru că au aprobat, în ședința din 17 decembrie 1989, reprimarea revoluției române din 1989.
De asemeni a grațiat ofițerii condamnați pentru deschiderea focului în zona Calea Lipovei din Timișoara și a protestat la condamnarea generalilor Victor Atanasie Stănculescu și Mihai Chițac, care fuseseră de asemeni găsiți vinovați de reprimarea revoluției, dar fuseseră numiți membri în primul guvern FSN de Iliescu. După ce Iliescu a reajuns în 2001 la conducerea României, noul procuror general numit de el, Tănase Joița, a făcut recurs în anulare împotriva sentințelor de condamnare a celor doi generali, care astfel au scăpat de detenție.
În decembrie 2003 Ion Iliescu l-a grațiat pe Iosif Veverca, un milițian care a ucis o persoană în revoluția din 1989 la Timișoara.
În același decret prin care l-a grațiat pe Miron Cosma, Ion Iliescu l-a grațiat și pe Ioan Corpodean, ofițer de miliție implicat în reprimarea revoluției de la Timișoara.
Pe 15 mai 2007, fiind invitat în emisiunea "Tu decizi" difuzată de postul de televiziune "Realitatea TV", Ion Iliescu a afirmat că " [... minerii] au făcut un act civic."

### Decorarea lui Vadim Tudor
În ultimele zile ale mandatului de președinte i-a acordat lui Corneliu Vadim Tudor, președintele Partidului România Mare, ordinul național „Steaua României” în grad de cavaler. Acest act a atras critici în presă și i-a determinat pe Elie Wiesel, laureat al Premiului Nobel pentru Pace, cincisprezece jurnaliști de la Radio Europa Liberă, primarul Gheorghe Ciuhandu al Timișoarei și pe istoricul Randolph Lewis Braham să returneze, în semn de protest, onorurile și distincțiile primite. Pe 24 mai 2007 președintele Traian Băsescu a retras distincția conferită de Ion Iliescu lui Corneliu Vadim Tudor.

### Pretinse conexiuni cu KGB-ul
În 1995 ziarul Ziua a publicat un interviu cu un ex-ofițer KGB care a declarat că Ion Iliescu a fost un infiltrat KGB. Iliescu a negat afirmațiile ofițerului, totuși Ziua a continuat să investigheze subiectul în detaliu. Câteva zile mai târziu, „Ziua” a susținut că angajații săi au fost plasați sub supravegherea Serviciului Român de Informații.
Scandalul privind presupusa legătură cu KGB a continuat în perioada 2003–2008, atunci când disidentul rus Vladimir Bukovski a declarat că Iliescu și majoritatea membrilor FSN ar fi fost agenți acoperiți ai KGB, că Iliescu ar fi avut relații puternice cu Gorbaciov, și că revoluția română din 1989 ar fi fost un complot organizat de KGB pentru a recâștiga controlul politic asupra țării.

## Lucrări publicate
- Revoluție și reformă, Editura redacției publicațiilor pentru străinătate 1993
- Revoluție și reformă (ediție revizuită), Ed. Enciclopedică 1994
- Revoluția trăită, Editura redacției publicațiilor pentru străinătate 1995
- Momente de istorie, Editura Enciclopedică 1995, ISBN 973-45-0109-7
- Fragmente de viață și istorie trăită, Editura Litera, 2011 [79][80]
- Destinul Unui Om De Stânga. Amintiri., Editura Litera, 2014.

## Ordine și distincții
- Medalia „A cincea aniversare a Republicii Populare Române” (24 decembrie 1952) „pentru lupta și munca duse în vederea făuririi, consolidării și prosperării Republicii Populare Române”[81]
- Ordinul „23 August” clasa a IV-a „pentru merite deosebite în opera de construire a socialismului, cu prilejul celei de a XX-a aniversări a eliberării patriei” (1964)[82]
- Ordinul „Tudor Vladimirescu” clasa a III-a (30 aprilie 1966) „cu prilejul celei de-a 45-a aniversări de la înființarea Partidului Partidului Comunist din România, pentru merite deosebite în opera de construire a socialismului”[83]
- Medalia „A XXV-a Aniversare a Eliberării Patriei” (4 august 1969) „pentru merite deosebite în lupta împotriva fascismului, în eliberarea țării, în războiul antihitlerist, în instaurarea puterii democrat-populare și construirea socialismului în Republica Socialistă România, cu prilejul celei de-a XXV-a aniversări a eliberării patriei”[84]
- Ordinul „Steaua Republicii Socialiste România” clasa I (4 mai 1971) „cu prilejul aniversării a 50 de ani de la constituirea Partidului Comunist Român, [...] pentru merite deosebite în opera de construire a socialismului”[85]
- Medalia „25 de ani de la proclamarea Republicii” (26 decembrie 1972) „pentru merite deosebite în opera de construire a socialismului, cu prilejul aniversării a 25 de ani de la proclamarea Republicii”[86]
- Emblema de Onoare a Armatei României – 24 octombrie 2012[87]
- Membru al Academiei Oamenilor de Știință din România (AOSR).[88]